# José Rafael Quirós Quirós

Wappen von Erzbischof Quirós von San José de Costa Rica

Wappen von Bischof Quirós von Limón

José Rafael Quirós Quirós (* 1. Mai 1955 in Llano Grande) ist Erzbischof von San José de Costa Rica.

## Leben
José Rafael Quirós Quirós wurde am 5. März 1981 zum Priester im Erzbistum San José de Costa Rica geweiht und war zuletzt dessen Generalvikar. 
Am 2. Dezember 2005 ernannte ihn Papst Benedikt XVI. zum Bischof von Limón in Costa Rica. Die Bischofsweihe spendete ihm der Erzbischof von San José de Costa Rica, Hugo Barrantes Ureña, am 22. Februar 2006. Mitkonsekratoren waren der Apostolische Nuntius in Costa Rica, Erzbischof Osvaldo Padilla, und sein Amtsvorgänger, der Bischof von Cartago, José Francisco Ulloa Rojas.
Papst Franziskus ernannte ihn am 4. Juli 2013 zum Erzbischof von San José de Costa Rica. Die Amtseinführung folgte am 29. August desselben Jahres.
Von 2017 bis 2020 war Erzbischof Quirós Quirós der Vorsitzende der Bischofskonferenz von Costa Rica (Conferencia Episcopal de Costa Rica).